# Перець білий

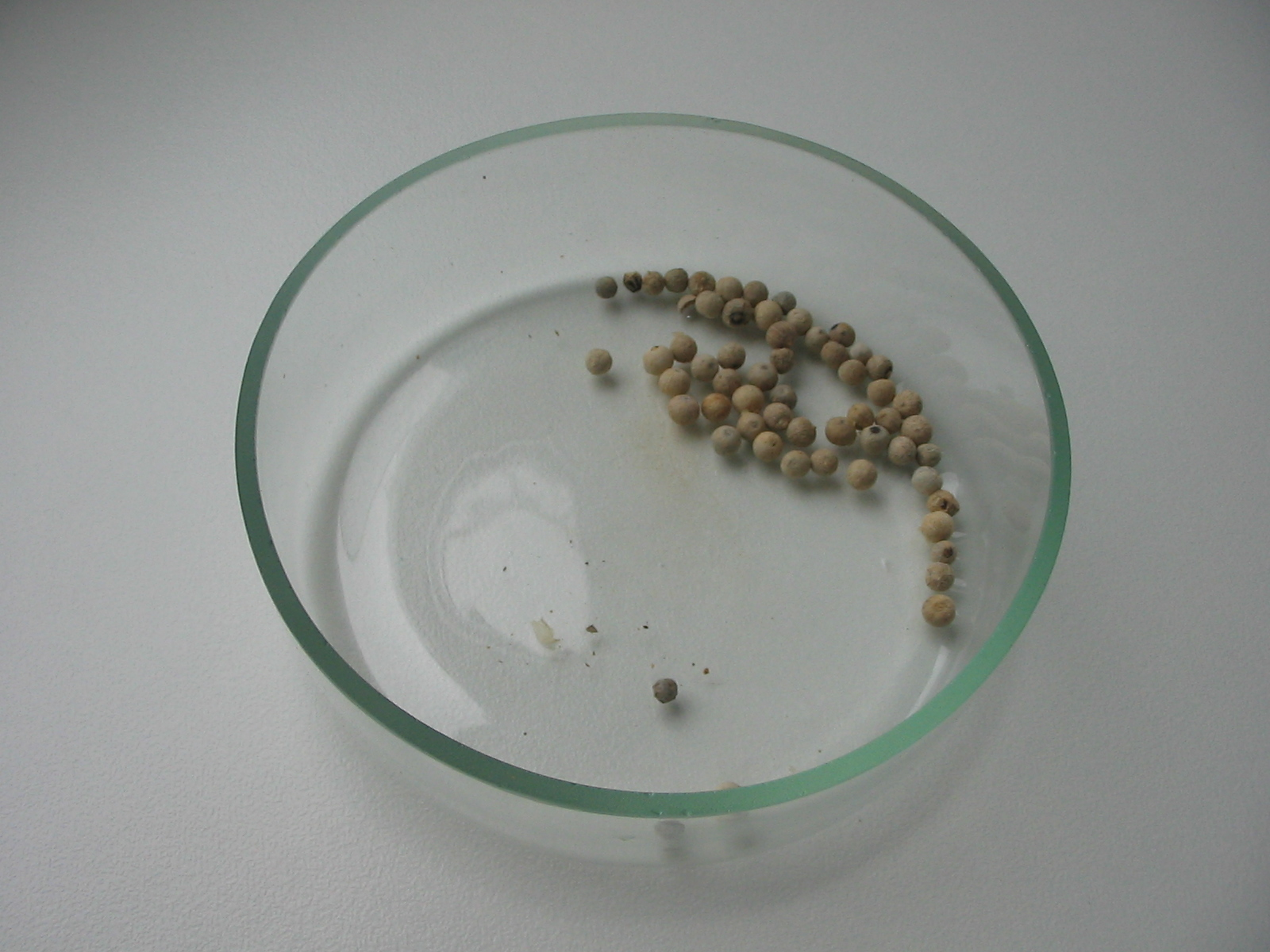
Зерна білого перцю

Перець білий — пряність, дозрілі плоди перцю чорного (Piper nigrum). Має світло-сірий колір та сильний аромат. Застосовується так само як і чорний перець, однак більше пасує до рибних страв[джерело?].

## Отримання
Повністю дозрілі плоди (жовті чи червоні) — сировина для виготовлення білого перцю. Їх вимочують у морській чи вапняковій воді, чи ферментують на сонці 7—10 днів, доки м'якуш не почне відставати від кісточки. Перець, виготовлений останнім способом, ароматніший. Білий перець менш гострий, а також має тонший та сильний аромат, у порівнянні з чорним перцем. Білий перець використовують як пряність, але в супи та салати його не кладуть; частіше його використовують для ароматизації виробів з риби та телятини.